# Birgit Eckelt
Birgit Eckelt (* 28. Mai 1960 in München) ist eine deutsche Drehbuchautorin, Regisseurin und Autorin. 

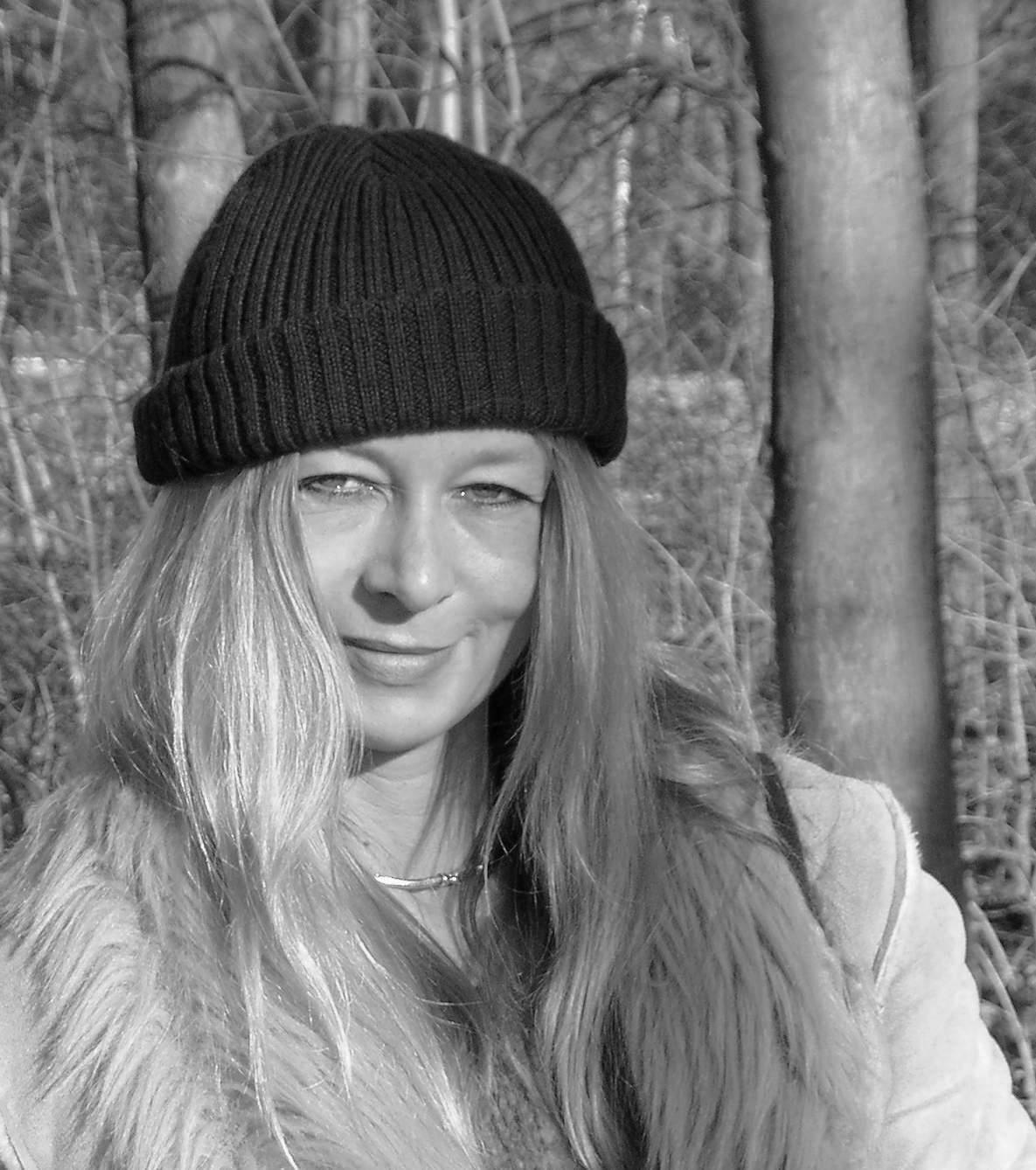
Birgit Eckelt im Jahr 2018.

## Leben
Birgit Eckelt studierte an der Ludwig-Maximilians-Universität München Theaterwissenschaft, Kunstgeschichte und Neuere deutsche Literatur und schloss mit M. A. ab. Sie arbeitet seit 1991 als Drehbuchautorin und Regisseurin für Dokumentarfilme, Imagefilme und  Reportagen. Inhaltliche Schwerpunkte ihres Schaffens sind Porträts, moderne Architektur, interkulturelle Themen und Kulturgeschichte. Eckelt führte Regie bei zahlreichen Folgen der erfolgreichen biografischen Interview-Serie Lebenslinien. Sie ist Mitglied im Bundesverband Regie.

## Werke

### Filmografie
- Deutsches Museum – Das Jahrhundert der Technik (Regie zur Dokumentarfilmreihe in vier Teilen: Zeit der Pioniere; Technik und Masse; Technik und Macht; Dynamik der Technologie. BR 1998)
- Wissen ohne Ende: Brockhaus und Meyer (1998)
- Biergeschichte(n) – Bayerns fünftes Element (Dokumentarfilmreihe in vier Teilen: Klosterbrauereien; Bierbarone; Raudis, Revoluzzer, Radikale; Wandel und Handel. BR 1999)
- Die Familie von Miller (Dokumentarfilm BR 2001)
- Rudolf Diesel – Das vergessene Genie (Dokumentarfilm BR 2002)
- Der Bauch von München – Großmarkthalle und Schlachthofviertel, BR Reihe Menschen in Bayern (Dokumentarfilm 2003)
- Alltag im Paradies, BR-Sendereihe Menschen in Bayern (Dokumentarfilm 2005)
- Der Paradiessucher, BR-Sendereihe Lebenslinien (Dokumentarfilm  2009)
- Hofbräu – Mein München (Imagefilm 2009)
- Trinidad, BR-Sendereihe Fernweh (Reportage  2009)
- Ein Passivhaus mit Tradition, BR-Sendereihe Traumhäuser (Reportage  TV-Reihe 2009)
- Zurück ins weltliche Leben, BR-Sendereihe Lebenslinien (Dokumentarfilm 2010)
- Filmstars in Pelz und Federn, BR-Sendereihe Tiergeschichten (Dokumentarfilm 2012)
- Elfriede macht Theater! BR-Sendereihe Lebenslinien (Dokumentarfilm 2012)
- Auf eigenes Risiko, BR-Sendereihe Lebenslinien (Dokumentarfilm 2013)
- Als wär’s ein Fluch, BR-Sendereihe  Lebenslinien (Dokumentarfilm 2016)
- Vom Bauen in den Bergen – Neue Alpine Architektur in der Schweiz (Dokumentarfilm 2016  ARTE/BR)
- Vom Bauen in den Bergen – Neue Alpine Architektur in Bayern (Dokumentarfilm 2016  ARTE/BR)
- Ilse Neubauer – Von wegen Ilse-Hasi, BR-Sendereihe Lebenslinien (Dokumentarfilm 2017)
- Bayern erleben: Giesing – Von Menschen und Löwen (Dokumentarfilm 2018 BR)
- Mutter auf schmalem Grad, BR-Sendereihe Lebenslinien (Dokumentarfilm 2019 BR)
- Miroslav Nemec – Der Tatortkommissar und ich (Dokumentarfilm 2019 BR)
- „Beamter, Gärtner, Tausendsassa“, BR-Sendereihe Lebenslinien (Dokumentarfilm 2019 BR)
- Peppi Bachmaier – Der widerspenstige Wiesnwirt, BR-Sendereihe Lebenslinien (Dokumentarfilm 2020 BR)
- Ein Haus mit Kurven und Kanten, BR-Sendereihe Traumhäuser, (Dokumentarfilm 2021 BR)
- Ein Holzhaus am Steilhang, BR-Sendereihe Traumhäuser, (Dokumentarfilm 2021 BR)
- Bad Kissingen, ein Juwel europäischer Bäderarchitektur, (Dokumentarfilm 2021 BR)
- Eva Mattes, wie es mir gefällt, BR-Sendereihe Lebenslinien, (Dokumentarfilm 2023 BR)

### Buch
- „Biergeschichte(n) – Bayerns fünftes Element“, Rosenheimer Verlag, Rosenheim 1999.

| Personendaten    | Personendaten                                     |
| ---------------- | ------------------------------------------------- |
| NAME             | Eckelt, Birgit                                    |
| KURZBESCHREIBUNG | deutsche Drehbuchautorin, Regisseurin und Autorin |
| GEBURTSDATUM     | 28. Mai 1960                                      |
| GEBURTSORT       | München                                           |